# Škurinjska Draga
Škurinjska Draga, (olaszul: Valscurigne) Fiume városrésze Horvátországban, Tengermellék-Hegyvidék megyében.

## Fekvése
Fiume központjától északnyugatra fekszik. Škurinjska Draga délen Brajda-Dolac és Belveder, keleten Banderovo és Podmurvice, északon Škurinje és Drenova, keleten és délkeleten Brašćine-Pulac és Kozala városrészekkel határos.

## Nevezetességei
Škurinje általános iskola